# Uomo di Grauballe

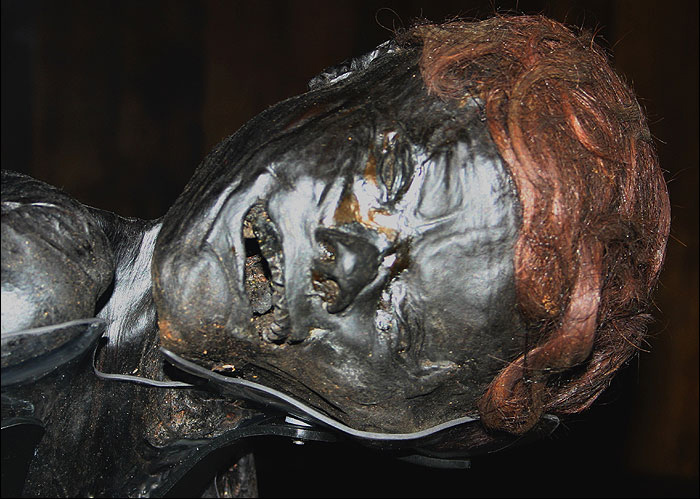
Volto

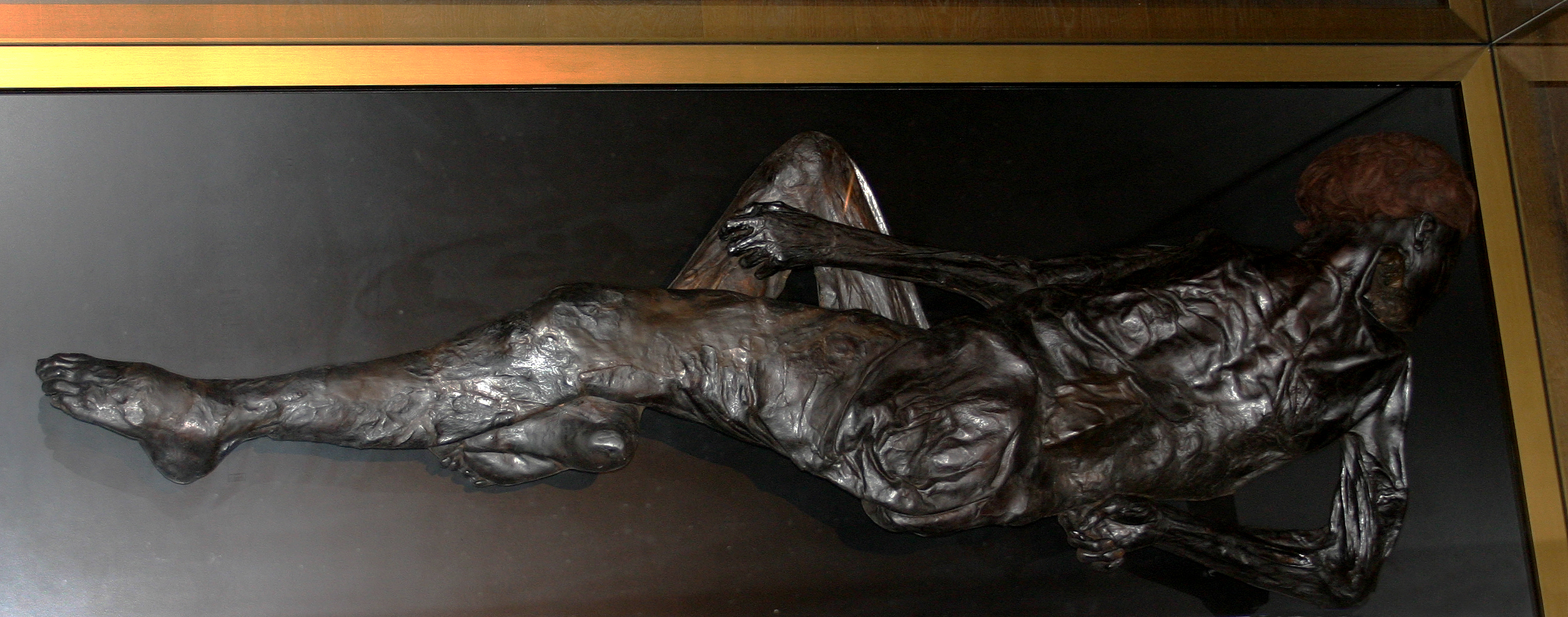
Corpo

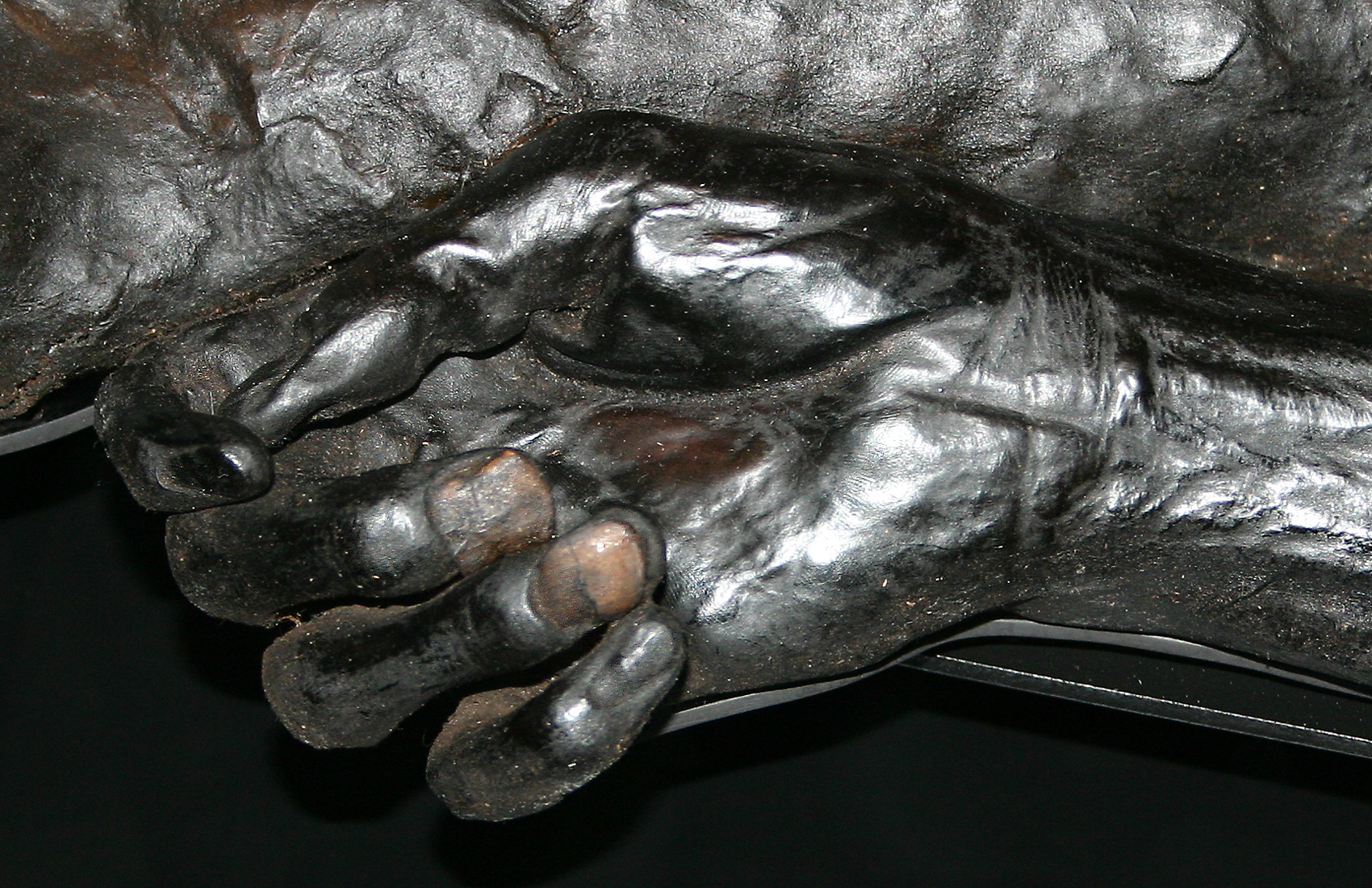
Mano

L'Uomo di Grauballe è la mummia di palude attualmente meglio conservata al mondo.
Il corpo fu ritrovato il 26 aprile 1952, in una palude vicino al villaggio di Grauballe nello Jutland centrale, in Danimarca, da un cercatore di torba. Vicino al corpo non furono ritrovati né gioielli né vestiti.

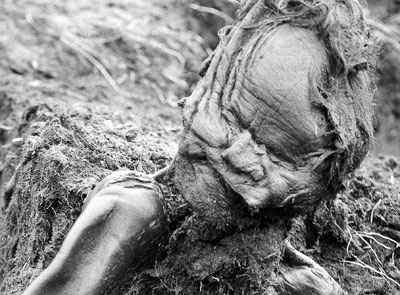
La sua scoperta nel 1952

La mummia è molto ben conservata, con unghie e capelli molto evidenti. Anche le dita sono in buone condizioni, tanto da poterne ottenere le impronte digitali. Barba, capelli e pelle sono ottimamente conservati, ma i colori sono stati alterati dal tempo e dall'immersione prolungata nella palude.
La morte dell'Uomo di Grauballe è riconducibile al taglio della gola, anche se il cadavere presenta fratture al cranio ed alla gamba. Il perché della sua uccisione non è noto. Come per altre mummie di palude, si pensa che sia stato sacrificato o che sia stato vittima di una esecuzione a causa di qualche reato compiuto.
La datazione col carbonio 14 ha stabilito che la morte risale al 290 a.C. circa. Moderni test hanno messo in evidenza molti particolari sull'Uomo di Grauballe, come ad esempio il suo ultimo pasto o il fatto che, quando era in vita, si stesse ammalando di gotta. Pare comunque si trattasse di un uomo di circa 30 anni in buona salute fisica.
L'Uomo di Grauballe è attualmente esposto al Moesgård Museum di Århus, in Danimarca.
Nel 1975, il poeta nordirlandese Seamus Heaney ha scritto una composizione su di lui.